# Дебърски санджак
Дебърският санджак (на турски: Debre Sancağı; на албански: Sanxhaku i Dibrës; на македонска литературна норма: Дебарски санџак) е санджак в Османската империя с главен град Дебър, Македония. Западната му част днес се намира в Албания (Долен Дебър и Мат), а източната му е в Северна Македония (Река и Дебър).

## Територия и административно деление
Освен Дебър територията на този санджак включва части от северна Албания, Круя и областите между реките Мат и Черни Дрин. В 1440 година Скендербег е назначен за санджакбей на Дебърския санджак. ОТ средата на XIX в. санджакът включва две каази: Дебър и Река. Преди да бъде разтурен през 1912 година се състои от 4 каази: Дебър, Река, Мат и Долни Дебър.
В 1867 година Дебърският санджак е обединен с Призренския санджак и Шкодренския санджак в Шкодренския вилает. През 1871 година Дебърският санджак е присъединен към санджаците Призрен, Скопие и Ниш в един общ вилает – Призренски, който става част от Косовския вилает през 1877 година.
След Берлинския конгрес от 1878 година Дебърският санджак е изключен от Косовския вилает и е присъединен към Битолския вилает. Половината от провизиите в санджака пристигат от Скопие и четвърт от Битоля.
През Балканската война в края на 1912 година и началото на 1913 година Дебърският санджак е окупиран от Кралство Сърбия. В 1914 година територията на Шкодренския санджак е поделена между новосъздадената Албания и Сърбия според Лондонския договор от 1913 година.
В края на Османската епоха Дебър има население от 200 000 души. Според руския консул в Битоля Александър Ростковски в 1897 година санджакът има общо население от 82 644 души, от които 52 144 са албанци. В Горен Дебър и Река има 3548 албанци християни, в Река има 3518 албанци мюсюлмани и 2342 албанци християни. В Горен Дебър има 12 355 славяни екзархисти и 3638 славяни патриаршисти. В Река има 11 850 славяни екзархисти и 172 славяни патриаршисти. В Долен Дебър и Мат славяни не са регистрирани, а в цялата област няма отбелязани турци или османци.

## Управители
- Скендербег (1440–ноември 1443)
- Моисей Голем Комнин Арианит (1455 – ?)
- Абдулах паша (ок. 1897)[13]